# 納爾遜島 (查戈斯群島)
納爾遜島是印度洋的島嶼，屬於查戈斯群島的一部分，由英屬印度洋領地負責管轄，距離薩洛蒙群島40公里，長2公里、寬0.41公里，面積0.4平方公里，島上無人居住。

## 外部連結
- Chagos research papers and books

05°40′53″S 72°18′39″E / 5.68139°S 72.31083°E